# Нурата
Нура́та (узб. Nurota / Нурота) — місто в Навоїйській області Узбекистану. Адміністративний центр Нуратинського району. Населення становить 31 441 особу (2011).

## Географія
Місто розташоване на околиці пустелі Кизилкум, у передгір'ї Нуратинських гір (які простягнулися від Джиззака до Навої), за 74 км від міста Навої, на півдні і за 50 км від озера Айдаркуль, на півночі.

## Історія
В давнину Нурата було відоме як місто-фортеця Нур, засноване 327 року до н. е. Олександром Македонським.
Система водопостачання тих часів все ще частково використовується в наш час. Руїни фортеці, які розташовані на південь від міста, є сьогодні одною із цікавих пам'яток історії і культури цього регіону. Фортеця складалася з кількох частин, основна з них — Шахрістан (внутрішнє місто) розмірами 500x500 метрів, яке було оточене великою стіною з вежами. Будівництво фортеці Нурата мало певну мету. Місто було розташоване в стратегічному місці на кордоні сільськогосподарських угідь і дикого степу. Ця місцевість згадується в декількох історичних хроніках як важливий стратегічний район, зручний для збору армії при нападі на сусідні землі і як місце притулку для заколотників і ізгоїв.

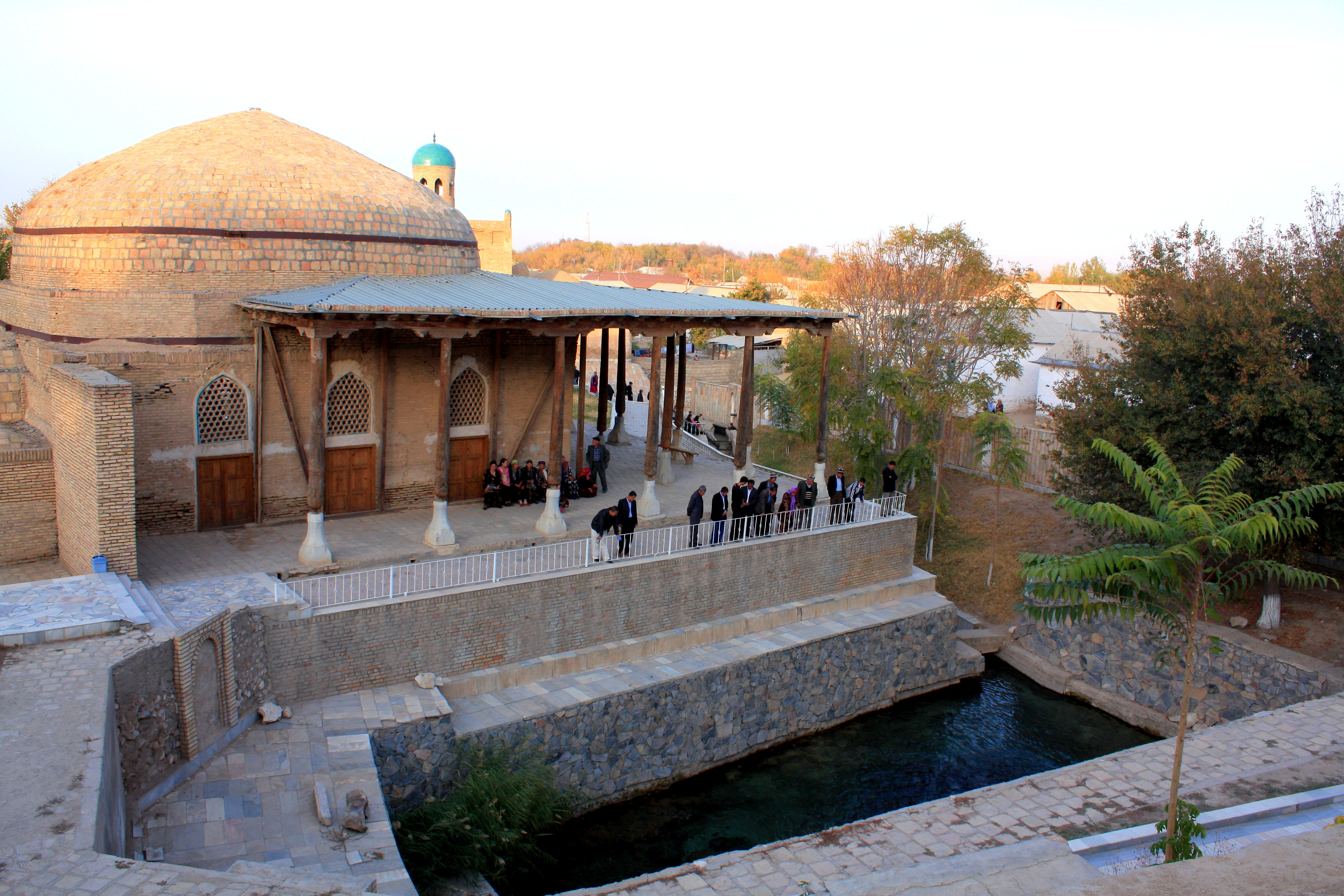
Нурата. Мечеть з Джерелом — місце паломництва мусульман

Місто також відоме як місце паломництва мусульман. Абу Бакр Мухаммад ібн-Джафар Харшахі який писав про історію Бухари в 943 році, цитує історію фортеці Нур, розташованої біля підніжжя гори: «Багато хто з тих, хто тут поховані, бачили пророка Мухаммеда». В X-му столітті паломники з Бухари та інших місць, прийшовши до святих могил, розташовувалися поруч міських укріплень і мечеті. В наш час[коли?] паломники продовжують відвідування святі місця. «Чашма» (джерело) є місцем паломництва і одним з найважливіших центрів ісламу в регіоні. Комплекс культових споруд під цією назвою має у своєму складі: джерело, мечеть «Джума» і «шамом» (лазні). Кругла мечеть з 40-а колонами була побудована над джерелом. Її купол, діаметром в 16 метрів, є одним з найбільших у Центральній Азії. В південно-східній частині комплексу розташоване кладовище «Нур-ата», місце поховання мусульманських святих.
Унікальна підземна система водопостачання поблизу Нурати — «Кяриз», також пов'язана з ім'ям Олександра Македонського. Цей древній водопровід прокладений від джерела мінеральної води. Його довжина сягала кількох кілометрів. Взаємопов'язані свердловини, які були вириті в кількох метрах одна від одної, використовувалися для очищення системи трубопроводів. Сьогодні частина трубопровідної системи була відновлена і використовується місцевими жителями за призначенням.

## Клімат
| Клімат Нурата           | Клімат Нурата | Клімат Нурата | Клімат Нурата | Клімат Нурата | Клімат Нурата | Клімат Нурата | Клімат Нурата | Клімат Нурата | Клімат Нурата | Клімат Нурата | Клімат Нурата | Клімат Нурата | Клімат Нурата |
| Показник                | Січ.          | Лют.          | Бер.          | Квіт.         | Трав.         | Черв.         | Лип.          | Серп.         | Вер.          | Жовт.         | Лист.         | Груд.         | Рік           |
| Абсолютний максимум, °C | 22            | 27            | 30            | 33            | 42            | 46            | 45            | 45            | 40            | 35            | 32            | 26            | 46            |
| Середній максимум, °C   | 4             | 7             | 13            | 20            | 27            | 32            | 34            | 32            | 27            | 20            | 12            | 6             | 20            |
| Середній мінімум, °C    | −5            | −2            | 1             | 7             | 12            | 16            | 18            | 16            | 10            | 4             | 0             | −3            | 6             |
| Абсолютний мінімум, °C  | −30           | −27           | −23           | −7            | −1            | 3             | 8             | 2             | −2            | −13           | −23           | −27           | −30           |
| Норма опадів, мм        | 15            | 10            | 51            | 33            | 15            | 13            | 3             | 3             | 0             | 8             | 3             | 8             | 160           |
| ----------------------- | ------------- | ------------- | ------------- | ------------- | ------------- | ------------- | ------------- | ------------- | ------------- | ------------- | ------------- | ------------- | ------------- |
| Джерело:                |               |               |               |               |               |               |               |               |               |               |               |               |               |